# Prix Bram-Stoker du meilleur roman graphique
Le prix Bram-Stoker du meilleur roman graphique est un prix de bande dessinée remis annuellement depuis le prix 2011 dans le cadre des prix Bram-Stoker, qui récompensent des œuvres fantastiques publiées l'année précédente. Un prix Bram-Stoker du meilleur récit illustré avait déjà été remis pour les prix 1998 à 2004.
La catégorie récompense le(s) scénariste(s) d'une bande dessinée de fantasy ou d'horreur ou le(s) éditeur(s) d'une anthologie de bandes dessinées de ce type.

## Palmarès
L'année indiquée est, conformément à l'usage des prix Bram-Stoker, celle de l'année de publication des œuvres et non pas à celle d'attribution du prix, qui a lieu l'année suivante. Ainsi, le prix Bram-Stoker 2004 a été remis en 2005.

### Récit illustré (1998-2004)
- 1998 : non décerné
- 1999 : Les Chasseurs de rêves par Neil Gaiman et Sandman
- 2000 : La Ligue des gentlemen extraordinaires par Alan Moore
- 2001 : non décerné
- 2002 : Nightside nos 1-4 par Robert Weinberg
- 2003 : Sandman : Nuits éternelles par Neil Gaiman
- 2004 : Heaven's Devils par Jai Nitz

### Roman graphique (2011-)
- 2011 : Neonomicon (en) par Alan Moore
- 2012 : Witch Hunts: A Graphic History of the Burning Times par Rocky Wood (en) et Lisa Morton (en)
- 2013 : Alabaster: Wolves par Caitlín R. Kiernan
- 2014 : Bad Blood par Jonathan Maberry
- 2015 : Shadow Show: Stories in Celebration of Ray Bradbury par Sam Weller (en), Mort Castle (en), Chris Ryall (en) et Carlos Guzman
- 2016 : Kolchak the Night Stalker: The Forgotten Lore of Edgar Allan Poe par James Chambers
- 2017 : Liens de sang par Damian Duffy, Octavia E. Butler et John Jennings
- 2018 : Victor LaValle’s Destroyer par Victor LaValle, Dietrich Smith et Joana Lafuente
- 2019 : Neil Gaiman’s Snow, Glass, Apples par Neil Gaiman et Colleen Doran
- 2020 : Mary Shelley Presents par Nancy Holder, Chiara Di Francia et Amelia Woo
- 2021 : The Inhabitant of the Lake par Alessandro Manzetti et Stefano Cardoselli
- 2022 : Kolchak: The Night Stalker: 50th Anniversary par James Aquilone, éd.
- 2023 : Carmilla: The First Vampire par Amy Chu (en) et Soo Lee
- 2024 : H. P. Lovecraft’s The Call of Cthulhu par Gō Tanabe